# U-571 (film)
U-571 – amerykańsko-francuski film sensacyjny z 2000 roku w reżyserii Jonathana Mostowa. W rolach głównych wystąpili Matthew McConaughey, Bill Paxton, Harvey Keitel i Jon Bon Jovi.

## Opis fabuły
Film opisuje historię z okresu II wojny światowej. Główna akcja toczy się na Północnym Atlantyku (1942 r.). Podczas bitwy o Atlantyk tytułowy niemiecki okręt podwodny (U-Boot) (U-571) zostaje uszkodzony przez brytyjski niszczyciel. Amerykanie chcąc wykorzystać sytuację, wysyłają ucharakteryzowany na niemiecki swój okręt podwodny (S-33), by zdobyć maszynę szyfrującą Enigma. Film nie jest oparty na prawdziwej historii, a działania U-Boota nie mają prawie nic wspólnego z prawdą. W czasie II wojny światowej niemiecki U-Boot U-570 został zdobyty przez aliantów i wcielony do służby w Royal Navy jako HMS "Graph", jednak wszystkie tajne materiały na pokładzie zostały zniszczone przed przejęciem przez aliantów.

## Obsada
- Matthew McConaughey jako porucznik Andrew Tyler, pierwszy oficer, a następnie dowódca okrętu
- Bill Paxton jako komandor podporucznik Mike Dahlgren, dowódca okrętu
- Harvey Keitel jako starszy bosman Henry Klough
- Jon Bon Jovi jako porucznik Pete Emmett
- David Keith jako major Matthew Coonan
- Thomas Kretschmann jako kapitan porucznik Gunther Wassner
- Jake Weber jako porucznik Hirsch
- Jack Noseworthy jako marynarz Bill Wentz
- Tom Guiry jako marynarz Ted „Trigger” Fitzgerald
- Will Estes jako marynarz Ronald „Rabbit” Parker
- Terrence C. Carson jako steward Eddie Carson
- Erik Palladino jako marynarz Anthony Mazzola
- Derk Cheetwood jako marynarz Herb Griggs
- Matthew Settle jako chorąży Keith Larson
- Robin Askwith jako brytyjski marynarz

## O filmie
Jeśli chodzi o zgodność z prawdą historyczną film powinien nosić tytuł U-110 a głównym bohaterem powinien być David Balme, podporucznik Royal Navy. Te odstępstwa spowodowały, że Brytyjczycy wnieśli skargę na ręce prezydenta Billa Clintona, która jednak okazała się nieskuteczna. Film w Polsce ukazał się ponownie (na płycie DVD), w serii wydawnictwa Kino Konesera. 